# Bedömningsnämnden för kost/-hälsainformation
Bedömningsnämnden för Kost/-Hälsainformation (BHK) var 2002-2008 ett självsanerande granskningsorgan för livsmedelsbranschen i Sverige. Nämnden organiserades i sista hand på uppdrag från Livsmedelsverket och branschorganisationer av SNF Swedish Nutrition Foundation.
Nämndens huvudsakliga uppgift var att behandla klagomål och att avge uttalanden då hälsopåståenden i märkning och marknadsföring ifrågasattes. Nämnden konstituerades i november år 2001, och hade ett dussintal medlemmar. I samband med ändrade EU-regler  blev nämnden vilande år 2008. Dess uppgifter övertogs av Livsmedelsbranschens granskningsman.
Under sin verksamhetstid gjorde nämnden ett antal uttalanden om reklampåståenden om hälsoeffekter av olika livsmedel. Grundregeln var att påståenden om hälsoeffekter måste vara verifierade. När nämnden tyckte att detta var fallet, friades reklamen. Annars kunde nämnden rikta mer eller mindre allvarlig kritik mot det ansvariga företaget bakom reklamen.